# Zadní Vydří

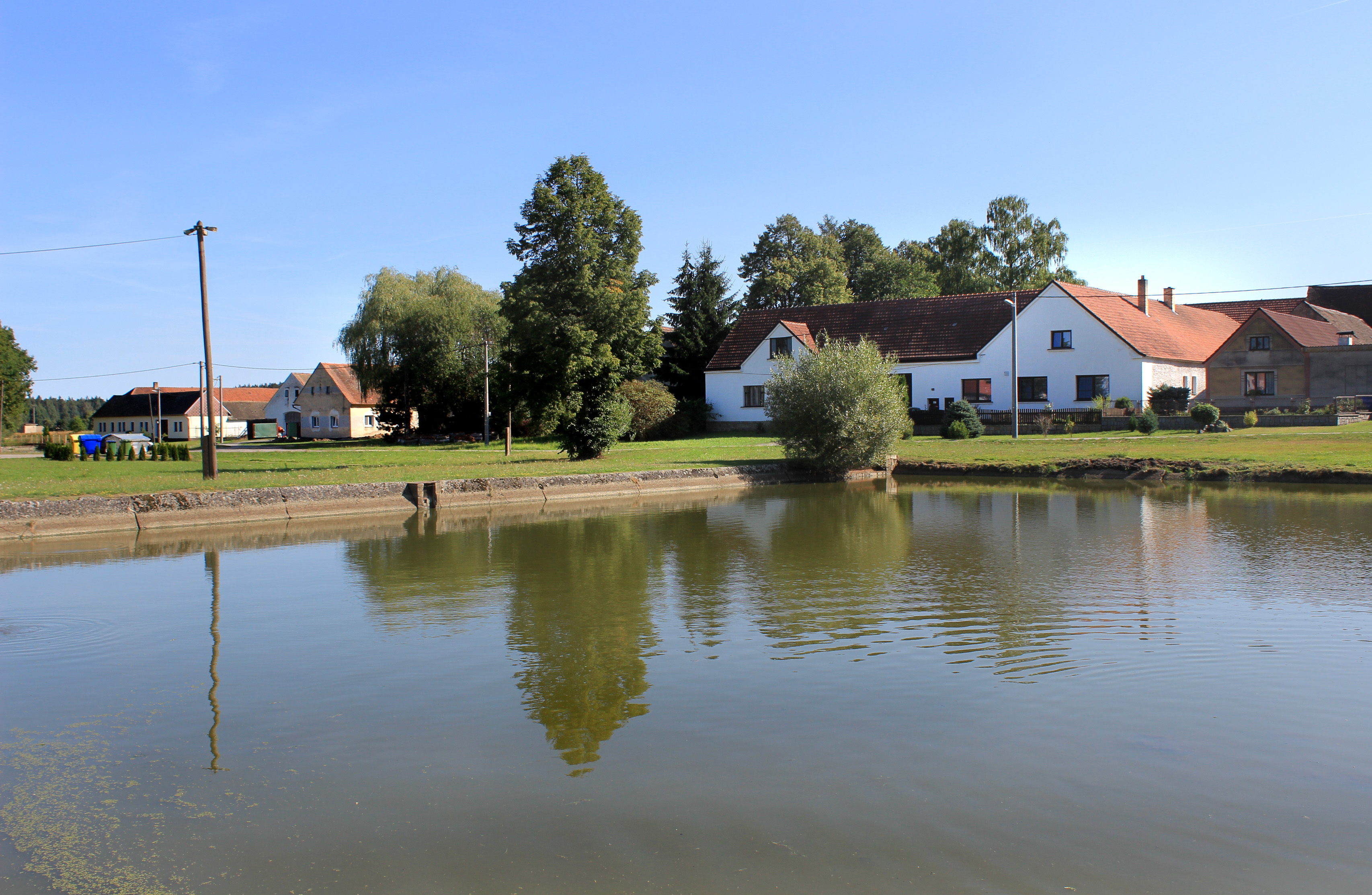
Dorfteich

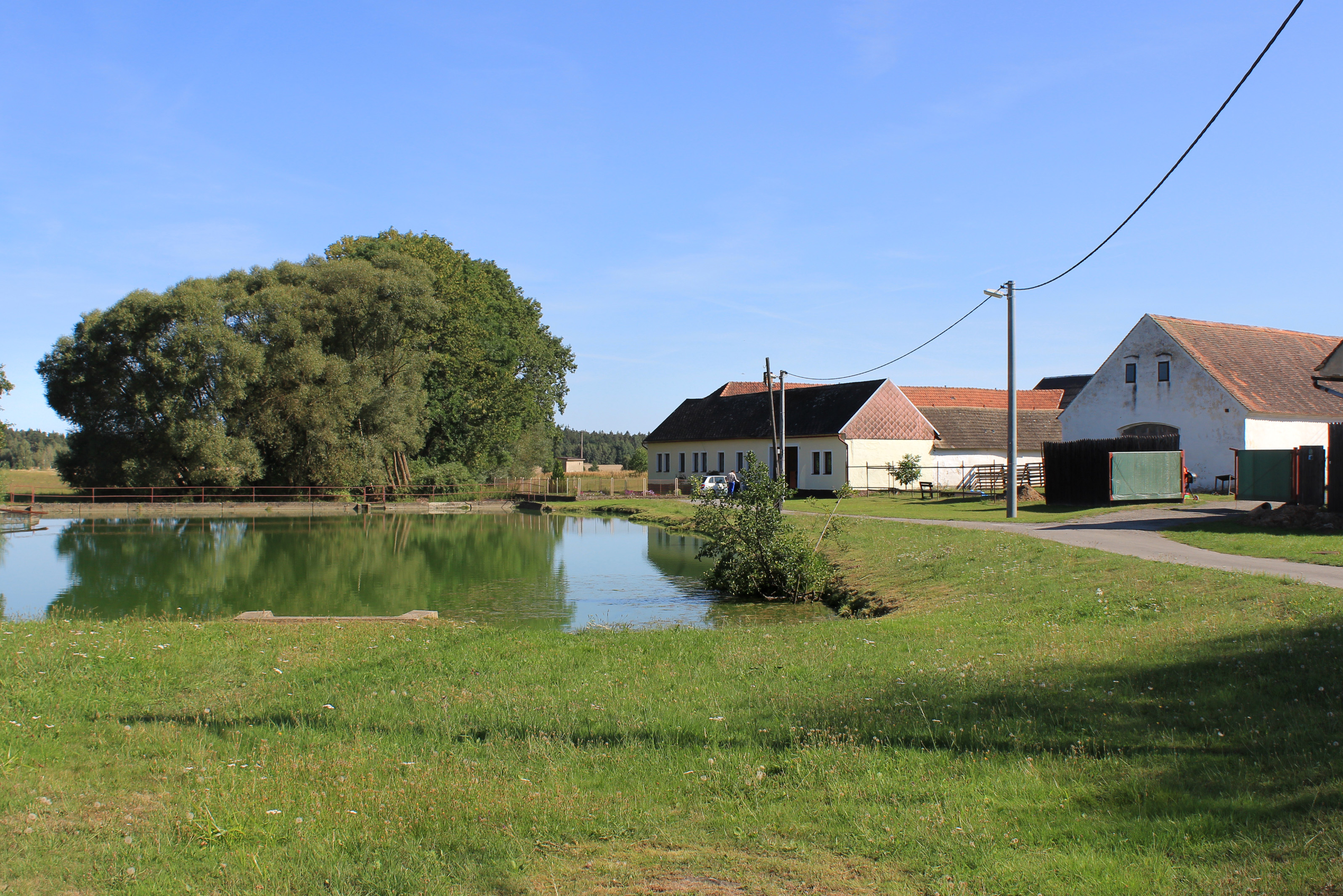
Häuser an der Südseite des Angers

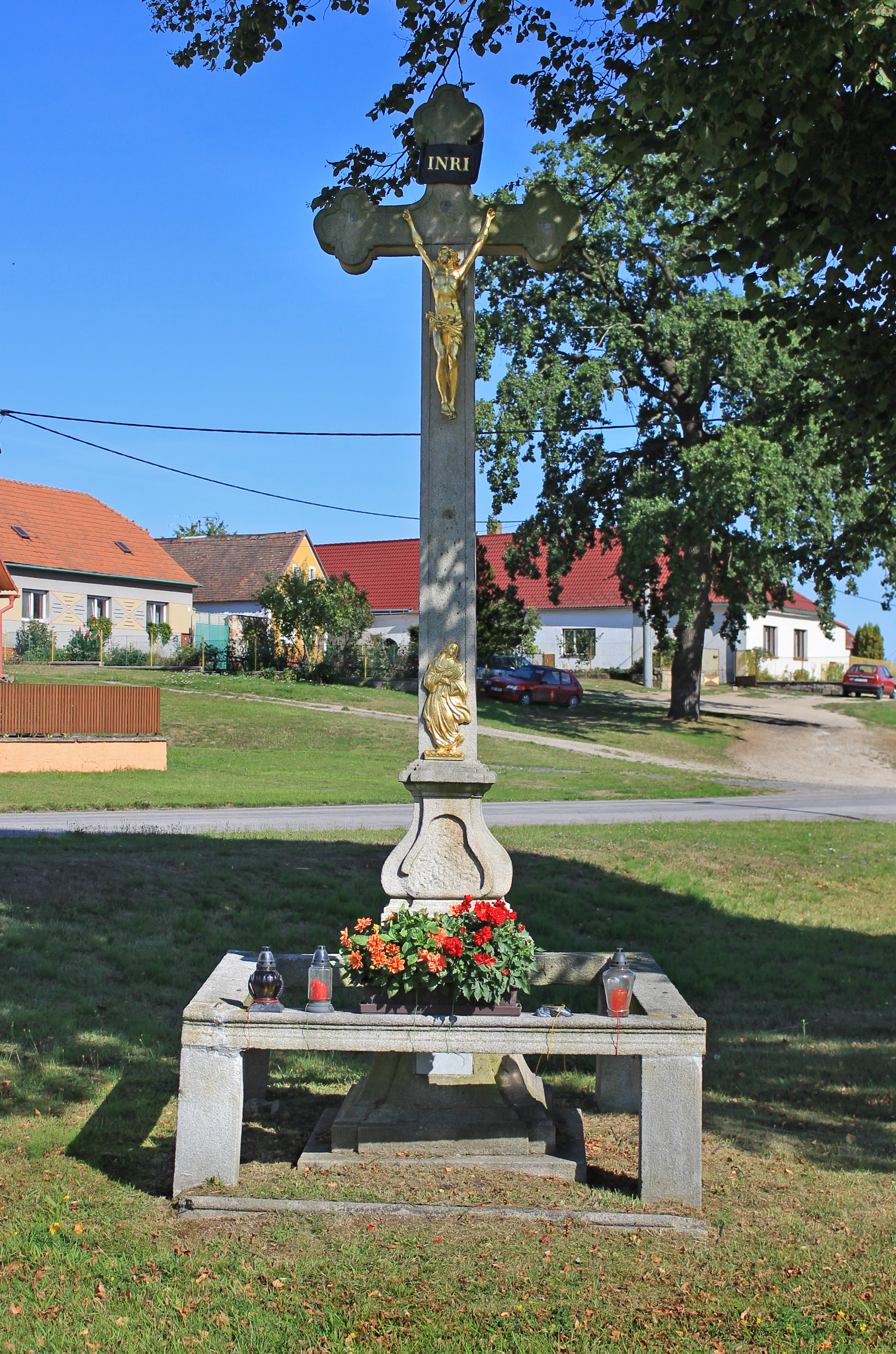
Kreuz auf dem Dorfanger

Zadní Vydří (deutsch Hinter Wiedern) ist eine Gemeinde in Tschechien. Sie liegt jeweils sechs Kilometer südwestlich von Telč (Teltsch)  bzw. nördlich von Dačice (Datschitz) und gehört zum Okres Jihlava.

## Geographie
Das Angerdorf Zadní Vydří befindet sich am Bach Vyderský potok in der Dačická kotlina (Datschitzer Becken). Nördlich erhebt sich der Ve Skalách (538 m n.m.), im Nordosten der V Liškách (529 m n.m.), östlich die Kopaniny (516 m n.m.), im Südosten der Vojtův vrch (537 m n.m.), südwestlich der Na Kopcích (530 m n.m.) sowie im Westen der Mysletický pahorek (581 m n.m.). Anderthalb Kilometer östlich liegt der Jüdische Friedhof Velký Pěčín.
Nachbarorte sind Horní Myslová und Kostelní Myslová im Norden, Myslůvka und Radkov im Nordosten, Slaviboř und Černíč im Osten, Velký Pěčín und Malý Pěčín im Südosten, Kostelní Vydří und Prostřední Vydří im Süden, Volfířov, Lipová und Šach im Südwesten, Řečice und Víska im Westen sowie Mysletice, Olší und Borovná im Nordwesten.

## Geschichte
Die erste urkundliche Erwähnung von „Widrzevalentini“ (Valentinovo Vydří) erfolgte 1385 im Zuge eines Vergleichs zwischen den Vettern Heinrich dem Jüngeren von Neuhaus und Hermann von Neuhaus wegen der Güter Bielkau und Sternberg unter den Besitzungen der Burg Sternberg. Der Ortsname leitet sich vom Wassermarder (Vydra) ab. Heinrich III. von Neuhaus überschrieb 1392 das von seinem Bruder Heinrich dem Jüngeren geerbte Gut Sternberg im Austausch gegen eine Hälfte von Zlabings landtäflig dem Hermann von Neuhaus. Dieser überließ 1398 Sternberg und weitere Güter seiner Tochter Elisabeth/Eliška († 1417) und deren Ehemann Johann von Krawarn-Krumau erblich als Heiratsgut. Um 1410 gehörte das Gut Sternberg der Witwe Elisabeth und deren Sohn Benedict von Krawarn-Krumau (Benešek z Kravař). Im Jahre 1414 verglichen sich Ulrich und Johann d. Ä. von Neuhaus darüber, dass Ulrich nach Benedicts Tod Bielkau und Johann d. Ä. Sternberg übernehmen solle. Wenig später verkauften Benedict von Krawarn und seine Mutter das Gut Sternberg an Ulrich von Neuhaus, der es 1415 dem Heinrich von Neuhaus überschrieb. Nach der Zerstörung der Burg Sternberg im Jahre 1423 durch die Hussiten unter Jan Hvězda z Vícemilic schlug Anna von Neuhaus die zugehörigen Dörfer der Herrschaft Teltsch zu. Im 16. Jahrhundert wurde das Dorf zunächst als „Krajnj Wydrzij“ (Krajní Vydří) und ab 1591 nach seiner Lage als „Zadnij Wydrzij“ bezeichnet. Nach dem Tod des letzten männlichen Nachkommen der Herren von Neuhaus, Joachim Ulrich von Neuhaus, erbte dessen Besitzungen 1604 seine Tochter Lucie Ottilie, die seit 1602 mit Wilhelm Slawata verheiratet war. Ab 1678 wurde die Ortsnamensform Hinter Wiedern verwendet. Nach dem Tod des letzten Grafen Slavata von Chlum und Koschumberg fiel Hinter Wiedern als Teil der Herrschaft Teltsch 1702 an Franz Anton von Liechtenstein-Kastelkorn, dessen gleichnamiger Enkel die Herrschaft 1754 an Alois Podstatský von Prusinowitz vererbte. Weitere Namensformen waren Hinterwiedern (1718) und Hinter Widern (ab 1720). Im Jahre 1791 lebten in den 22 Häusern von Hinter-Widern 167 Personen. Zum Dorf gehörten 330 Joch Ackerland.
Im Jahre 1835 bestand das im Iglauer Kreis gelegene Dorf Hinter-Widern bzw. Wydřj zadnj aus 24 Häusern mit 160 mährischsprachigen Einwohnern, darunter 28 Protestanten (davon 22 Helvetischen und sechs Augsburgischen Bekenntnisses). Katholischer Pfarr- und Schulort war Kirchmislau. Die Protestanten beider Bekenntnisse gehörten zur Pfarrgemeinde Groß-Lhota. Bis zur Mitte des 19. Jahrhunderts blieb das Dorf der Fideikommissherrschaft Teltsch untertänig, Besitzer waren die Grafen von Podstatzky-Liechtenstein.
Nach der Aufhebung der Patrimonialherrschaften bildete Hinter-Widern ab 1849 eine Gemeinde im Gerichtsbezirk Teltsch. Ab 1869 gehörte Zadnj Wydřj zum Bezirk Datschitz. Zu dieser Zeit hatte die Gemeinde 165 Einwohner und bestand aus 25 Häusern. Ab 1872 wurden Zadní Vydří und Hinter Wiedern als Ortsnamen verwendet. Im Jahre 1900 lebten in Zadní Vydří 141 Personen, 1910 waren es 138. Nach dem Zusammenbruch der k.k. Monarchie wurde die Gemeinde 1918 Teil der neu gebildeten Tschechoslowakei. Beim Zensus von 1921 lebten in den 25 Häusern der Gemeinde Zadní Vydří / Hinter Wiedern 147 Tschechen. Im Jahre 1930 bestand die Gemeinde Zadní Vydří aus 24 Häusern und hatte 135 Einwohner. Zwischen 1939 und 1945 war die Gemeinde Teil des Protektorats Böhmen und Mähren. Nach dem Ende des Zweiten Weltkrieges wurde Zadní Vydří wieder Teil der Tschechoslowakei. Im Jahre 1950 lebten in den 24 Häusern von Zadní Vydří nur noch 96 Personen. 1961 wurde Zadní Vydří nach Mysletín eingemeindet und dem Okres Jihlava zugeordnet. Im Jahre 1970 hatte Zadní Vydří 65 Einwohner. Zum 1. Januar 1989 erfolgte die Eingemeindung nach Telč. Im Jahre 1991 lebten in den 22 Wohnhäusern von Zadní Vydří 56 Personen. Mit Beginn des Jahres 1992 löste sich Zadní Vydří von Telč los und bildete wieder eine eigene Gemeinde. Beim Zensus von 2011 bestand die Gemeinde aus 24 Häusern und hatte 57 Einwohner.

## Gemeindegliederung
Für die Gemeinde Zadní Vydří sind keine Ortsteile ausgewiesen. Das Gemeindegebiet bildet einen Katastralbezirk.

## Sehenswürdigkeiten
- Eiserner Glockenbaum auf dem Dorfanger
- Mehrere Flur- und Wegkreuze
- Gehöft Nr. 13
- Gehöft Nr. 6